# Mirage GR7
Chronologie des modèles
Mirage M6 Mirage GR8
La Mirage GR7 est une voiture de course développée par le constructeur Mirage. Elle est homologuée pour courir dans la catégorie Sport de l'Automobile Club de l'Ouest et de la fédération internationale de l'automobile.

## Histoire en compétition
Elle participe notamment aux 24 Heures du Mans 1974,,.